# Juan Bautista Sacasa
Juan Bautista Sacasa (León, Nicaragua, 21 de diciembre de 1874 - Los Ángeles, Estados Unidos, 17 de abril de 1946) fue un médico, catedrático universitario y político nicaragüense, que primeramente, ejerció como Vicepresidente de Nicaragua, bajo el gobierno del Presidente Carlos José Solórzano, electo para el período de gobierno, del 1 de enero de 1925 al 1 de enero de 1929, quien no pudo concluir su presidencia, porque fue objeto de un golpe de Estado, conocido como El Lomazo el 17 de enero de 1926, por parte de Emiliano Chamorro Vargas.
El General Chamorro tuvo que abandonar el poder, el 30 de octubre de 1926, ante las presiones norteamericanas, pero en lugar de entregarle la presidencia a Juan Bautista Sacasa, Vicepresidente del derrocado Carlos José Solórzano, tal como lo señalaba la Constitución, lo entregó al entonces Diputado Sebastián Uriza, quien asumió el 11 de noviembre de 1926, para entregarlo pocos días después, a Adolfo Díaz Recinos, el 14 de noviembre de 1926, dando inicio a la Guerra Constitucionalista de Nicaragua. Por esta razón, Sacasa fue Presidente de la República (en disidencia, con sede en Puerto Cabezas), entre el 14 de noviembre de 1926 y el 1 de enero de 1929.
Luego, Sacasa ejerció como Presidente de la República entre el 1 de enero de 1933 y el 6 de junio de 1936, cuando fue depuesto mediante un golpe de Estado perpetrado por Anastasio Somoza García, quien instaló como presidente interino de Nicaragua, a Julián Irías Sandres, entre el 6 y el 9 de junio de 1936.

## Biografía
Nació en León, el 21 de diciembre de 1874. Era hijo del presidente Roberto Sacasa y Sarria y de Ángela Sacasa Cuadra. 
Fue catedrático y decano en la Universidad Nacional Autónoma de Nicaragua. Casado con María Argüello Manning, con quien tuvo cuatro hijos, Maruca, Carlos, Roberto y Gloria.

## Vida política
Siendo ya Presidente electo en 1932, negoció que las tropas de marines estadounidenses abandonaran el territorio nicaragüense. 
Por presiones del embajador estadounidense, nombró Jefe Director de la Guardia Nacional (GN) a Anastasio Somoza García, casado con su sobrina Salvadora Debayle Sacasa (quienes serían padres de Luis Somoza Debayle y Anastasio Somoza Debayle). 
Firmó un convenio de paz con el General Augusto C. Sandino, el 21 de febrero de 1934, después de una cena en el palacio presidencial de la Loma de Tiscapa. Esa misma noche, Augusto C. Sandino y sus lugartenientes Francisco Estrada y Juan Pablo Umanzor, fueron asesinados por órdenes expresas de Anastasio Somoza García.
Dos años después, en 1936, Sacasa se vio obligado a dejar la presidencia, tras un golpe de Estado perpetrado por su sobrino político Anastasio Somoza García, "Tacho", quien daría inicio a un régimen dinástico y dictatorial en Nicaragua.
De conformidad con La Constitución vigente, debía terminar el período de Sacasa, que expiraba el 1 de enero de 1937, el vicepresidente Rodolfo Espinoza, pero este la rechazó y presentó también la renuncia, en señal de protesta. 
El doctor Julián Irías Sandres era ministro de Gobernación y el 6 de junio de 1936 se hizo cargo interinamente de la presidencia, mientras Sacasa partía al exilio en El Salvador. 
El 9 de junio, el Congreso Nacional de Nicaragua designó al diputado Carlos Alberto Brenes Jarquín, apoyado por Somoza, como nuevo presidente de la República, con lo cual concluyó el efímero gobierno de Irías.

## Fallecimiento
Falleció en Los Ángeles, Estados Unidos, el 17 de abril de 1946 a los 71 años de edad.